# Boboszów
Boboszów (IPA: [bɔˈbɔʂuf], in tedesco Bobischau fino al 1945, in ceco Bobošov) è un villaggio nel comune urbano-rurale di Międzylesie, all'interno del distretto di Kłodzko nel Voivodato della Bassa Slesia, nella Polonia sud-occidentale.
Ultimo villaggio prima del confine con la Repubblica Ceca, è situato a circa 6 km a sud-est di Międzylesie, 38 km a sud di Kłodzko e 117 km a sud di Breslavia. Il villaggio ha una popolazione di 172 abitanti.

## Posizione
Boboszów è un villaggio strada situato nell'estrema parte meridionale della valle di Kłodzko, tra i monti Bystrzyckie e il massiccio dello Śnieżnik lungo il corso superiore del fiume Nysa Kłodzka e del torrente Bobosz. È attraversata dalla Strada statale 33 (Droga krajowa 33), che da Kłodzko porta al confine con la Repubblica Ceca unendosi alla strada statale 43 ceca presso il valico di frontiera Boboszów-Dolní Lipka. Posto ad un'altitudine di circa 480-520 m s.l.m., confina con i villaggi di Dolnik (Schönthal), Pisary (Schreibendorf) e Kamieńczyk (Steinbach). I villaggi più vicini dal lato ceco sono Králíky (Grulich) e Lichkov (Lichtenau).

## Storia
La zona di Mittelwalde, nell'allora contea di Kladsko a cui appartenne Boboszów, fu donata dal re boemo Venceslao II ai monaci cistercensi del monastero agostiniano di Kamenz nel 1294. Menzionato per la prima volta nel 1358 come Bobrischaw, il villaggio subì altre varianti di scrittura: Bobiczow (1472), Bobczow (1479) e Bobischaw (1631). Distrutto nel 1428 durante le crociate contro gli Hussiti, il villaggio rimase abbandonato per oltre 100 anni. Verso la fine del XVI secolo i nobili Tschirnhaus, all'epoca proprietari di Mittelwalde, fecero ripopolare il villaggio di Bobischau e, nel 1653, passò insieme a Mittelwalde ai conti Althann, che ne detennero la proprietà fino al 1945.
Dopo la prima guerra slesiana del 1742 e insieme al trattato di Hubertusburg stipulato nel 1763, Bobischau passò sotto il controllo prussiano insieme alla contea di Kladsko. A seguito del riassetto territoriale della Prussia, Bobischau fece parte della provincia della Slesia dal 1815 e fu incorporata nel circondario di Habelschwerdt dal 1816 al 1945. Con il passaggio alla Prussia, Bobischau divenne punto di confine tra Prussia e Austria, poi tra Germania e Austria dal 1871 e infine tra Germania e Cecoslovacchia dal 1918. Nel 1875, con l'apertura della linea ferroviaria Breslavia-Praga, Bobischau ottenne un collegamento ferroviario. Nel 1939 la popolazione fu di 529 abitanti.
Nel 1945, al termine della seconda guerra mondiale, Bobischau passò alla Polonia venendo ribattezzata Boboszów. La maggior parte della popolazione tedesca al suo interno fu espulsa, altri invece fuggirono. I nuovi abitanti erano in parte profughi provenienti dall'est della Polonia, caduta sotto l'Unione Sovietica. Poiché molti di loro lasciarono il villaggio nei decenni successivi, il numero di abitanti diminuì drasticamente. Dal 1975 al 1998 Boboszów fece parte del voivodato di Wałbrzych (in passato Valdenburgo), confluito poi nel voivodato della Bassa Slesia nel 1999.

## Luoghi di interesse

### Architetture religiose
- Chiesa di Sant'Anna (Kościół św. Anny): realizzata nel XVIII secolo inizialmente come cappella cimiteriale, nel 1811 fu sostituita da una chiesa a pilastri con coro chiuso, volta a botte, torre rettangolare con cupola a cipolla e lanterna e arredato in stile barocco. Al suo interno vi si trovano alcune statue di santi e l'altare principale con un dipinto raffigurante Sant'Anna con Gesù Bambino del pittore Johann Zeh, originario di Urnitz. Vi è anche un'opera scultorea raffigurante la Trinità realizzata intorno al 1740 dallo scultore Anton Nitsch, originario di Mittelwalde.